# 艾佩
艾佩
是哥倫比亞的城鎮，位於該國西南部，由乌伊拉省負責管轄，距離首府內瓦38公里，始建於1872年，面積801平方公里，海拔高度390米，2005年人口19,928。
3°13′N 75°14′W / 3.217°N 75.233°W